# Жирков, Лев Иванович
Лев Ива́нович Жирко́в (7 (19) марта 1885, Москва — 4 декабря 1963, там же) — советский лингвист, кавказовед и иранист, доктор филологических наук, профессор, один из создателей алфавитов бесписьменных языков народов СССР, участник работы по унификации алфавитов и один из разработчиков проектов латинизации русского, составитель первого аварско-русского словаря.

## Биография
Родился в семье издателя. В 1909 году окончил юридический факультет Московского университета, в 1914 году — Институт живых восточных языков, в 1917 году — восточный факультет Петроградского университета. В 1920—1921 годах некоторое время работал в Рязани, заведовал книгохранилищем при губернском отделе народного образования и отделом гравюр губернского музея. Будучи членом Московского лингвистического кружка в 1921—1922 годах участвовал вместе с Н. Ф. Яковлевым в экспедиции на Кавказ. Многие годы работал в Институте языкознания АН СССР.

### Семья
- Сестра — Елизавета Ивановна Жиркова, по мужу Быховская (1888—1949)

## Награды
- орден Трудового Красного Знамени (10.06.1945)

## Основные работы

### Монографии
- Грамматика аварского языка. — М., 1924.
- Грамматика даргинского языка. — М., 1926.
- Персидский язык. — М., 1927; 6-е изд. 2015.
- Почему победил язык эсперанто? — М.: ЦК СЭСР, 1930. — 36 с. (Библиотека советского эсперантиста).
- Грамматика лезгинского языка. — Махачкала, 1941. — 132 с.
- Табасаранский язык. Грамматика и тексты. — М., 1948. — 164 с.
- Лакский язык, М., 1955. — 160 с.

### Словари
- Аварско-русский словарь. — М., 1936. — 187 с.
- Лингвистический словарь. — М., 1945. — 47 с.; 2-е изд. — М., 1946. — 155 с.